# Le streghe di Eastwick
Le streghe di Eastwick (The Witches of Eastwick) è un film del 1987 diretto da George Miller, basato sull'omonimo romanzo di John Updike. Interpreti della pellicola sono Jack Nicholson, Cher, Susan Sarandon e Michelle Pfeiffer.
Le riprese del film si svolsero dal 14 luglio 1986 al 27 settembre 1986.

## Trama
Nell'immaginaria cittadina di Eastwick, nel New England, vivono tre amiche molto diverse fra loro: la bruna Alexandra Medford, scultrice vedova e madre di una bambina; la rossa Jane Spofford, timida insegnante di musica sterile e da poco divorziata; e la bionda e dolce Sukie Ridgemont, giovane madre di sei figli e scrittrice per il quotidiano locale. Durante una serata insieme si mettono a fantasticare sul loro uomo ideale non sapendo di essere dotate di poteri magici innati, tramite i quali hanno involontariamente invocato il Diavolo.
Il giorno seguente, infatti, arriva in città Daryl Van Horne, un misterioso individuo appena trasferitosi a villa Lenox, l'imponente magione settecentesca simbolo storico del piccolo centro rurale e tristemente nota per essere stata in passato il luogo in cui vennero messe al rogo delle streghe. Daryl è il demonio in persona e ha intenzione di avere un figlio da ognuna di loro. Le azioni e i manierismi di Daryl affascinano le tre amiche e i cittadini della piccola Eastwick, tranne la bigotta Felicia Alden, moglie del direttore del giornale, la quale fin dall'arrivo di Daryl sarà identificata come la sua nemesi. Ciò appare evidente quando, mentre tutti sembrano non riuscire a ricordare il nome del nuovo cittadino, al solo improvviso pronunciare "Daryl" da parte di Sukie un banale incidente fa precipitare Felicia dalle scale, col risultato di fratturarle una gamba.
Daryl intanto corteggia le tre amiche, seducendole a turno e aiutandole poi a sviluppare i loro poteri. Inizialmente le donne sono gelose delle attenzioni che il nuovo arrivato riserva a turno a una di loro, ma in seguito decidono di "condividere" Daryl. La convivenza delle donne con Daryl inizia a peggiorare i loro rapporti con il resto degli abitanti di Eastwick, fomentati soprattutto dalle parole di fuoco che Felicia, reale proprietaria del giornale cittadino, scaglia contro di loro, denunciando la condotta immorale e promiscua che regna a Villa Lenox, che lei riesce a percepire tramite delle visioni. In seguito alla lettura dell'articolo, con lo zampino di Daryl le tre amiche scagliano involontariamente una maledizione su Felicia che le fa vomitare incontrollabilmente semi di ciliegie. Alla vista di questa terribile scena, e già convinto dalle precedenti scenate che la moglie sia ormai uscita di senno, il marito decide di ucciderla per porre fine alle sue sofferenze.
L'annuncio della morte di Felicia sconvolge le tre streghe, che realizzano di essere la causa di quanto avvenuto e decidono di separarsi e di non accettare ciò che hanno scoperto di essere: l'incarnazione del male. Daryl però rifiuta di essere abbandonato e le costringe a tornare mettendole di fronte alle loro peggiori paure: fa apparire centinaia di serpenti sul letto di Alex, Jane invecchia rapidamente, mentre Sukie è afflitta da dolori insopportabili. Dopo essere stata al capezzale di Sukie presso l'ospedale locale, momento in cui le donne rivelano l'una alle altre di essere incinte, Alex decide di provare a placare la furia del demone coricandosi nuovamente con lui. Il piano funziona, e viene presto raggiunta dalle due amiche che fingono anch'esse di voler tornare alla vita da "comune" precedentemente svolta in casa di Daryl.
Il mattino dopo le tre donne mandano Daryl a fare delle compere e durante la sua assenza iniziano un rituale per sbarazzarsi di lui, costruendo la sua bambola voodoo. Daryl viene quindi afflitto da ciò a cui le "streghe" sottopongono la bambola: dapprima viene colpito dai dolori lancinanti dovuti ai classici spilloni, poi un forte vento lo spinge nella chiesa della città nel bel mezzo di una funzione. Si rende quindi conto che le tre donne lo stanno tradendo e si sfoga in un discorso misogino prima di mettersi a vomitare semi di ciliegia come aveva fatto Felicia. Quando Daryl rientra alla villa, furioso, le streghe fanno accidentalmente cadere la bambola, spezzandola. Daryl assume così la forma di un mostruoso gigante e tenta di ucciderle, ma le tre amiche riescono a sconfiggerlo gettando la bambola nel fuoco.
Un anno e mezzo più tardi Sukie, Jane e Alex vivono insieme nella villa appartenuta a Daryl e ciascuna ha avuto un figlio, dai capelli rispettivamente biondi, rossi e corvini proprio come le madri. Mentre i neonati giocano da soli, Daryl appare improvvisamente sul maxischermo della sala TV invitandoli ad avvicinarsi per dare un bacione a "papà"; le tre amiche spengono però in tempo lo schermo con il telecomando.

## Distribuzione
Le streghe di Eastwick è uscito nei cinema americani il 12 giugno 1987, mentre in quelli italiani il 22 ottobre dello stesso anno.
La VHS del film uscì in diverse edizioni nel corso degli anni novanta, sia standard che per la collezione "Gli Scudi" del 1991; uscì pure un'edizione Laser disc fra il 1991 e il 1992.
È comparso per la prima volta in DVD, prodotto dalla Warner Home Video, il 19 ottobre 1999 per poi venir ristampato in diverse versioni negli anni successivi. È stato inserito nel cofanetto tre dischi Warner dedicato a Jack Nicholson insieme ai film Qualcuno volò sul nido del cuculo e Tutto può succedere - Something's Gotta Give, uscito il 6 settembre 2005, per poi venir incluso anche nel cofanetto "Jack Nicholson Collection", insieme a Shining e La promessa, del 20 maggio 2003.
È uscito in Blu-Ray il 19 ottobre 2010.

## Colonna sonora
1. The Township Of Eastwick
2. The Dance Of The Witches
3. Nessun dorma (dalla Turandot di Giacomo Puccini) - Luciano Pavarotti e London Philharmonic Orchestra diretti da Zubin Mehta
4. The Seduction Of Alex
5. Daryl's Secrets
6. The Seduction Of Suki And The Ballroom Scene
7. Daryl Arrives
8. The Tennis Game
9. Have Another Cherry!
10. Daryl Rejected
11. The Ride Home
12. The Destruction Of Daryl
13. The Children's Carousel
14. End Credits (The Dance Of The Witches Reprise)

## Costumi
Gli abiti di Jack Nicholson furono disegnati dallo stilista italiano Nino Cerruti del Lanificio Fratelli Cerruti.